# Манфред Шмід
Манфред Шмід  (нім. Manfred Schmid; нар. 6 червня 1944) — австрійський саночник, олімпійський чемпіон.

## Виступи на Олімпіадах
| Олімпіада     | Дисципліна       | Місце |
| ------------- | ---------------- | ----- |
| Інсбрук 1964  | одиночний розряд | 9     |
| Гренобль 1968 | одиночний розряд | 1     |
| Гренобль 1968 | змішані двійки   | 2     |
| Саппоро 1972  | одиночний розряд | 7     |
| Саппоро 1972  | змішані двійки   | 7     |
| Інсбрук 1976  | одиночний розряд | 5     |
| Інсбрук 1976  | змішані двійки   | 5     |